# Jesse Grimm
Jesse Grimm (* 11. Juli 1988) ist ein deutscher Synchronsprecher sowie Hörspiel- und Hörbuchsprecher, der durch die Synchronisation des Gene Belcher aus der Serie Bob’s Burgers und Jake aus der Serie PAW Patrol bekannt wurde.

## Leben
Jesse Grimm ist der Sohn des Schauspielers und Synchronsprechers Michael Grimm. Bereits im Jahr 1996, im Alter von acht Jahren, lieh er seine Stimme einer Figur aus einer Animationsserie. Seitdem war er in zahlreichen Filmen, Fernsehserien sowie Hör- und Computerspielen zu hören. Er arbeitet auch als Sprecher für Werbeproduktionen und ist als Dialogbuchautor tätig.
Zusammen mit seinem Vater spielte Grimm 2002 bei den Karl-May-Festspielen in Bad Segeberg die Rolle des Harry.

## Synchronisation (Auswahl)

### Filme
- 1999: Eiskalte Engel
- 2014: Leprechaun: Origins
- 2015: Bang Gang – Die Geschichte einer Jugend ohne Tabus für Finnegan Oldfield
- 2017: Deidra & Laney – Diebstahl auf Schienen[4]
- 2018: Jonathan für Ansel Elgort
- 2018: Meine Freundin Conni – Geheimnis um Kater Mau[4]
- 2019: Matthias & Maxime[4]
- 2024: Michael Sirow (als Pastor Lawson) in Crescent City

### Serien
- 1996–2020: Thomas & seine Freunde (auch: Thomas, die kleine Lokomotive) als Rheneas und Scruff[2]
- 1999–2004: Rocket Power
- 2004: Graf von Monte Christo – Gankutsuō[4]
- seit 2011: Bob’s Burgers als Gene Belcher
- seit 2013: PAW Patrol
- 2007–2017: Naruto Shippuden als Sasori, Obito Uchiha, Kagami Uchiha und Choujuurou
- 2014–2015: Noragami als Kouto Fujisaki
- 2015: Seven Deadly Sins
- 2015: Teachers[4]
- 2015–2016: 100 Dinge bis zur Highschool
- 2017: Little Witch Academia als Louis Blackwell
- seit 2017: Boruto: Naruto Next Generations als Choujuurou
- seit 2017: Archer als Cecil Tunt
- 2018–2023: Titans
- 2018: Scream
- 2018–2022: Paradise PD
- seit 2019: A Plague Tale als Arthur
- seit 2020: Der Doktor und das liebe Vieh als James Herriot
- 2021: Blue Period als Haruka Hashida
- 2018–2022: Lauri Tilkanen in Deadwind als Sakari Nurmi (24 Folgen)
- 2023: Criminal Minds als Elias Voit
- 2023–2024: The Seven Deadly Sins: Four Knights of the Apocalypse als Gowther
- 2024: Die Kinder sind Könige als Valentin Lavalle
- 2025: To Be Hero X

### Videospiele
- Silence als Noah
- The Elder Scrolls Online als Fennorian[5]
- Goodbye Deponia als Rezeptionist/Rusty[6]
- Mindlock als Colin Walker
- Valorant als Gekko[7]
- Die Schlümpfe: Mission Blattpest als Jokey Schlumpf

## Hörbücher (Auswahl)
- 2021: Kristen Callihan: IDOL - GIB MIR DIE WELT (Hörbuch-Download, gemeinsam mit Sandra Voss), Lübbe Audio & Audible, ISBN 978-3-96635-229-1
- 2021: Kristen Callihan: IDOL - GIB MIR DEIN HERZ (Hörbuch-Download, gemeinsam mit Sandra Voss), Lübbe Audio, ISBN 978-3-96635-230-7
- 2022: Asuka Lionera: Gladiator's Love. Vom Feuer gezeichnet (Hörbuch-Download, gemeinsam mit Jodie Ahlborn und Asuka Lionera), Hörbuch Hamburg, ISBN 978-3-8449-2887-7
- 2024: Lynn Painter: Love Game (Hörbuch-Download, gemeinsam mit Chantal Busse), der Hörverlag, ISBN  978-3-8445-4956-0
- 2025: Freida McFadden: Weil sie dich kennt, Random House Audio, ISBN 978-3-7599-0049-4 (Kurzgeschichte, Housemaid-Reihe, mit Leonie Landa)